# Heinrich Roentgen
Georg Heinrich Roentgen, auch Röntgen (* 27. Januar 1787 in Neuwied; † 1811 in Marokko), war ein deutscher Biologe und Forschungsreisender.

## Leben
Roentgen war Sohn des Kunsttischlers David Roentgen und dessen Ehefrau Katharina Dorothea (1749–1825), einer Tochter des Pfarrers Emmanuel Scheuer aus Sundhofen im Elsass. Unter acht Kindern, von denen drei Söhne das Erwachsenenalter erreichten, darunter der spätere Diplomat August von Röntgen, wuchs er in einer Familie Herrnhuter Bekenntnisses in Neuwied auf. Sein Großvater war der Kunsttischler Abraham Roentgen, sein Onkel der Theologe und Schriftsteller Ludwig Roentgen.
1807 kam er zum Studium der Naturwissenschaften an die Georg-August-Universität Göttingen. Dort wurde er Schüler des Zoologen und Anthropologen Johann Friedrich Blumenbach. Seinem Lehrer erklärte er beim ersten Treffen, „dass er nunmehr schon mehrere Jahre für Afrika lebe, und nun herkomme, sich bey uns vollends zu einer Reise ins Innere dieses so wichtigen und so wenig bekannten Erdtheils vorzubereiten.“ In vier Semestern in Göttingen lernte er Arabisch bei Thomas Christian Tychsen, unternahm ausgedehnte Fußmärsche und ließ sich beschneiden. Zur Vorbereitung auf die Bereisung Afrikas aß er täglich „auf abessinische Art in dünne Scheiben geschnittenes, rohes Fleisch“.
1809 ging Roentgen mit Empfehlung Blumenbachs zu Joseph Banks nach London, wo er sich einer Forschungsreise der African Association anschließen wollte. Da die Gruppe jedoch schon abgereist war und Banks eine neue Gruppe nicht unverzüglich schicken mochte, konnte er erst am 14. Januar 1811 und auf eigene Kosten von Portsmouth aus nach Afrika aufbrechen. In der Zwischenzeit war er Phillida Call (≈1774–1855), der Ehefrau des 1809 in Perleberg verschollenen britischen Diplomaten Benjamin Bathurst, bei örtlichen Nachforschungen über den Verbleib ihres Gatten behilflich gewesen. Kurz vor Roentgens Abreise nach Afrika war das Buch An Account of the Empire of Marocco, and the District of Suse des britischen, in Marokko ansässigen Geschäftsmanns James Grey Jackson († 1850) erschienen, in dem auch Berichte über die Karawanenstadt Timbuktu enthalten waren.
In Mogador angekommen wurde Roentgen auf dem Weg nach Timbuktu von einem Reisegefährten ermordet.
In der Kunstsammlung der Universität Göttingen existiert ein Bildnis Roentgens, das von Emil Waldmann dem Maler M. Max Fellfoot zugeschrieben wurde. Auf ihm ist Roentgen, der Korrespondenz auch mit „H. Röntgen Africanus“ zu unterzeichnen pflegte, rückseitig als „Roentgen africanus“ bezeichnet.

## Schrift
- Ueber die Bewohner von Gingiro, südlich von Abyssinien. In: Allgemeines Archiv für Ethnographie und Linguistik. Band 1, Heft 1, Weimar 1808, S. 231–250 (Google Books).